# إنديانابوليس 500 سنة 2002
سباق إنديانا بوليس -500 ميل 2002 أقيم في حلبة إنديانابوليس موتور سبيدواي في 26 مايو 2002 وفاز في السباق هيليو كاسترو نيفيز من فريق بنسك بمتوسط سرعة 166.499 ميل/س (268 كم/س).
وكان أول المنطلقين برونو خوانكويرا بسرعة 231.342 ميل/س (372 كم/س).